# 高橋徳三
高橋 徳三（たかはし とくぞう、1976年8月23日 - ）は、北海道函館市出身の、日本の柔道選手。2021年にアメリカ合衆国へ帰化した。階級は100kg級。身長188cm。組み手は左組み。得意技は内股。

## 経歴
天理高校3年の時にインターハイ団体戦で3位になった。1995年に天理大学へ進学すると、2年の時から3年連続で優勝大会で3位となった。1999年に新日鉄の所属となると、2002年の実業個人選手権90kg級で2位となった。2005年の環太平洋柔道選手権大会 でも2位だった。
その後階級を100kg級に上げると、2007年の実業個人選手権でも2位となった。また、全日本選手権への出場も果たした。2008年に日本の柔道の素晴らしさを証明する目的でアメリカへ渡ると、ロサンゼルスの天理教道場で指導者となった。その一方で、日本酒を輸入する仕事にも携わることになった。全米選手権では計8度の優勝を果たした。2013年には全米選手権無差別の決勝でオリンピックチャンピオンの石井慧と対戦すると、相手の足取りによる反則勝ちで優勝した。2014年の全米選手権でも準々決勝で石井に指導累積の反則勝ちを収めるなどして優勝を飾った。
2019年に現役を一旦退くが、2021年にアメリカの市民権を獲得したため、現役に復帰した。2023年のグランドスラム・東京では47歳ながら3回戦まで勝ち上がるも、世界ジュニアチャンピオンである18歳の新井道大に内股で敗れた。

## 戦績
- 1994年 -　インターハイ　団体戦　3位
- 1996年 -　優勝大会　3位
- 1997年 -　優勝大会　3位
- 1998年 -　優勝大会　3位

90kg級での戦績
- 1999年 -　実業個人選手権　2位(90kg級)
- 2002年 -　実業個人選手権　2位
- 2004年 -　実業個人選手権　3位
- 2005年 - 環太平洋柔道選手権大会 2位

100kg級での戦績
- 2007年 -　実業個人選手権　2位

(出典JudoInside.com)